# Dekoncentracja
Dekoncentracja – formalny lub nieformalny podział kompetencji władczych pomiędzy kilka podmiotów, instytucji, ośrodków decyzyjnych. Metoda dekoncentracji kompetencji jest na dużą skalę stosowana w obrębie poszczególnych szczebli organizacyjnych (np. w każdej gminie, powiecie i województwie).
Ze względu na stosunek podmiotów dzielących się kompetencjami, wyróżnia się dekoncentrację pionową (przeniesienie kompetencji na organy niższego szczebla w danym resorcie), poziomą (resortową, organy różnych resortów, a równego szczebla) i skośną (przeniesienie na organ niższego szczebla w innym resorcie).
Przykłady dekoncentracji:
- zastosowanie monteskiuszowskiej zasady trójpodziału władzy, według której instytucje władzy ustawodawczej, wykonawczej i sądowniczej mają odrębne kompetencje i wzajemnie kontrolują swoje poczynania,
- rada gminy przekazuje kompetencję wójta gminy do sołectwa (dekoncentracja względnie trwała, gdyż wójt nie może samodzielnie przejąć przekazanej kompetencji),
- wójt upoważnia swojego zastępcę, sekretarza gminy lub innego pracownika urzędu gminy do wykonywania niektórych kompetencji tego wójta - w jego imieniu (dekoncentracja relatywnie nietrwała, gdyż wójt może w każdej chwili przejąć przekazaną przez siebie kompetencję),
- wojewoda upoważniający swego zastępcę lub innego pracownika urzędu wojewódzkiego do wykonywania w imieniu wojewody niektórych kompetencji, które ustawa przydzieliła wojewodzie (dekoncentracja relatywnie nietrwała).